# Адлергрошен

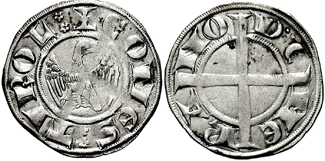

Адлергрошен, гроссо аквилино, орлиный грошен (нем. Adlergroschen, итал. Grosso aquilino) — серебряная монета в один грошен, чеканившаяся с 1258 года в Мерано графом Тироля Мейнхардом II и его братом Альбрехтом.
На аверсе монеты изображался орёл и круговая легенда «Comes Tirol», на реверсе — крест и буквы «DE-ME-RA-NO». Адлергрошен был равен 18 или 20 бернерам. Точная монетная стопа неизвестна, при пробе от 850 до 900-й их вес составлял 1,12—1,2 г.
Чеканка адлергрошенов в Тироле была прекращена в 1295 году. Подражания чеканились в некоторых городах северной Италии: Падуе, Мантуе, Вероне и др.